# Nicolas Bergeron
Pour les articles homonymes, voir Bergeron et Nicolas Bergeron (homonymie).
Nicolas Bergeron, jurisconsulte et historien du XVIe siècle, né à Béthisy (Valois) et mort en 1584, est auteur du Valois royal (histoire de la maison royale de Valois, 1583).

## Biographie
Il fut avocat au Parlement de Paris.
Nicolas Bergeron a été, avec Antoine Loysel, l’exécuteur testamentaire de Ramus et a dû s’employer à faire respecter ses volontés concernant la chaire de mathématiques.

## Œuvres
- Sommaire des temps (1562)
- Le Valois royal (1583)

On lui doit aussi des poésies grecques, latines et françaises. D'après certaines encyclopédies , il aida Dumoulin dans son Commentaire sur la coutume de Paris.

### Source
Cet article comprend des extraits du Dictionnaire Bouillet. Il est possible de supprimer cette indication, si le texte reflète le savoir actuel sur ce thème, si les sources sont citées, s'il satisfait aux exigences linguistiques actuelles et s'il ne contient pas de propos qui vont à l'encontre des règles de neutralité de Wikipédia.